# Zdenka Cerar
Zdenka Cerar, slovenska pravnica, telovadka, in političarka, * 17. september 1941, Ljubljana; † 28. avgust 2013, Grosuplje.
Diplomirala je 1966 na ljubljanski Pravni fakulteti. Leta 1969 se je zaposlila na tožilstvu; bila je namestnica občinskega (do 1974), okrožnega  oziroma temeljnega javnega tožilca (1974–1981), namestnica višjega tožilca v Ljubljani (1981–1995) ter vrhovna državna tožilka na Vrhovnem državnem tožilstvu Republike Slovenije (1995–1999) odtlej pa generalna državna tožilka RS. Med 20. aprilom in 3. decembrom 2004 je bila ministrica za pravosodje Republike Slovenije. Isto leto se je včlanila v Liberalno demokracijo Slovenije, bila je občinska svetnica v Grosupljem in podpredsednica stranke. Iz politike se je umaknila leta 2011.
Za svoje delo je bila leta 1984 odlikovana z državnim odlikovanjem reda zaslug za narod s srebrno zvezdo.
Bila je aktivna tudi v športu. Dvakrat je bila mladinska državna prvakinja Jugoslavije v gimnastiki in članica državne reprezentance, po končanem tekmovalnem obdobju pa trenerka in sodnica. Bila je med ustanovitelji športnega društva Pravnik, v katerem je 20 let vodila žensko odbojkarsko ekipo.

## Zasebno življenje
Poročena je bila s slovenskim telovadcem in olimpionikom Mirom Cerarjem in bila mati treh otrok.. Sin Miro Cerar je slovenski pravnik in nekdanji predsednik Vlade Republike Slovenije.